# Nationalpark Sai Yok
Der Nationalpark Sai Yok (Thai: อุทยานแห่งชาติ ไทรโยค) ist ein Nationalpark in der Provinz Kanchanaburi in Zentral-Thailand.

## Geschichte
König Chulalongkorn (Rama V.) besuchte diese Gegend sehr oft und genoss ihre abgeschiedene und ruhige Lage. Der Nationalpark Sai Yok wurde am 27. Oktober 1980 eingerichtet und war damals der elfte Nationalpark des Landes.

## Lage und Topografie

### Lage
Der Nationalpark Sai Yok liegt an der birmanisch-thailändischen Staatsgrenze in den Landkreisen (Amphoe) Thong Pha Phum und Sai Yok, die Parkverwaltung ist 98 Kilometer von Kanchanaburi entfernt. Der Park ist etwa 500 km² groß.
Sai Yok National Park, Mu 7, Tambon Sai Yok Sub-district, Amphoe Sai Yok, Kanchanaburi 71150

### Topografie
Das Gelände des Nationalparks Sai Yok ist hügelig bis bergig, meist mit Sandstein bedeckt. Die Bergzüge sind in Nord-Süd-Richtung angeordnet. Der Höhenunterschied des Parks liegt zwischen 100 und 1327 Metern.

## Klima
Das Klima ist tropisch-monsunal. Bedingt durch die Höhenlage sind die Temperaturen etwas niedriger als in den übrigen Landesteilen. Sie liegen zwischen 15 °C und 30 °C.

## Flora und Fauna
Der Sai Yok Nationalpark beherbergt tropische Regenwälder (u. a. Dipterocarpwälder) sowie Monsunmischwälder. Er ist Lebensraum vieler verschiedener Pflanzenarten und Tierarten.

### Flora
Der Anteil der Mischwälder beträgt ca. 84 %, diese liegen in einer Höhe von 100 bis 600 Metern. Die wichtigsten Pflanzen sind u. a. Homalium tomentosum aus der Familie der Weidengewächse, Die trockenen Dipterocarpwälder machen nur 2,5 % aus, und gedeihen auf einer Höhe bis 400 Metern. Hier findet man u. a. Shorea obtusa. Den tropischen Urwald findet man auf Höhen vom Meeresspiegel bis ca. 600 Metern, dieser hat einen Anteil von knapp 3 %.

### Fauna
Die Tierwelt enthält beispielsweise Tiger, den Asiatischen Schwarzbären, den Sambar-Hirsch der Unterart Rusa unicolor cambojensis, Waldrebhühner der Gattung Arborophila chloropus, Bärenmakak (Macaca arctoides), Chinesischer Serau (Capricornis milneedwardsii), Bengalkatze und viele Vogel- und Reptilienarten. Besonders interessant ist die hier von Kitti Thonglongya 1973 entdeckte Fledermausart Schweinsnasenfledermaus (Craseonycteris thonglongya); sie ist mit 3 Zentimetern Körperlänge und 1,5 bis 2 Gramm Körpergewicht die kleinste Säugetierart weltweit; die ausgewachsenen Exemplare haben eine Flügelspannweite von rund 10 Zentimetern.

## Sehenswürdigkeiten
Der Sai-Yok-Wasserfall (น้ำตกไทรโยค) stürzt direkt in den Mae Nam Khwae Noi (Khwae-Noi-Fluss) und ist nicht weit von der Parkverwaltung entfernt. Daneben sind auch Höhlen zu sehen, so die Dao-Dueng-Höhle (ถ้ำดาวดึงส์) mit acht Kammern und sehr schönen Tropfsteinen.